# Sir Sly
Sir Sly é uma banda americana de indie pop criada em Los Angeles, Califórnia. A banda é formada pelo vocalista Landon Jacobs juntamente com os instrumentistas Jason Suwito e Hayden Coplen. Enquanto trabalhavam originalmente no anonimato, o trio gradualmente conseguiu mais conhecimento ao atingir o topo da parada Hype Machine, e eventualmente, revelando sua identidade.
Seu single de estreia, "Ghost", foi lançado em 4 de março de 2013, através das gravadoras National Anthem e Neon Gold, sendo seguido pelo single "Gold", lançado em 21 de maio de 2013. "Gold" atingiu a posição de número 27 na parada da Billboard Alternative Songs e a de número 36 na Rock Airplay. "Gold" também está presente no jogo de videogame MLB 14: The Show (2014).
Eles ganharam fama internacional depois que "Gold" foi incluída no trailer lançado do jogo de Assassin's Creed IV: Black Flag (2013).
Seu primeiro álbum de estúdio, You Haunt Me foi lançado em 16 de setembro de 2014.
A canção "Gold", remixada por Betablock3r, está presente nos anúncios da Cadillac.
Em 11 de março de 2016, a banda lançou a canção "Expectations". De acordo com a banda, "Expectations" foi uma das primeiras canções escritas para o seu segundo álbum de estúdio, porém, com o desenvolvimento e crescimento do álbum, a sonoridade e estilo da canção acabou se tornando desconexa com o restante da gravação, assim, se tornando um lançamento autônomo.
O single "High" foi lançado como primeira música de trabalho de seu segundo álbum de estúdio Don't You Worry, Honey, e parte também das trilhas sonoras das séries de televisão 13 Reasons Why, Riverdale, Lucifer e do filme Happy Death Day. A canção também foi usada pela NBC em toda sua transmissão de futebol aos domingos em 2017 e 2018.

## Discografia

### Álbuns de estúdio
| Título                 | Detalhes do álbum                                                                                          |
| ---------------------- | --- |
| You Haunt Me           | - Lançamento: 16 de setembro de 2014 (EUA) - Gravadora: Interscope - Formatos: CD, vinil, download digital |
| Don't You Worry, Honey | - Lançamento: 30 de junho de 2017 - Gravadora: Interscope - Formatos: CD, vinil, download digital          |

### Extended plays
| Título | Detalhes do álbum                                                                           |
| ------ | ------------------------------------------------------------------------------------------- |
| Gold   | - Lançamento: 21 de maio de 2013 (EUA) - Gravadora: Interscope - Formatos: Download digital |

### Singles
| Título                                                    | Ano  | Máxima posição alcançada | Máxima posição alcançada | Máxima posição alcançada | Álbum                         |
| Título                                                    | Ano  | EUA Alt.                 | EUA Rock                 | CAN Rock                 | Álbum                         |
| --------------------------------------------------------- | ---- | ------------------------ | ------------------------ | ------------------------ | ----------------------------- |
| "Ghost"                                                   | 2013 | —                        | —                        | —                        | Gold                          |
| "Gold"                                                    | 2013 | 27                       | —                        | —                        | Gold                          |
| "Miracle"                                                 | 2013 | —                        | —                        | —                        | Não adicionado à nenhum álbum |
| "You Haunt Me"                                            | 2014 | —                        | —                        | —                        | You Haunt Me                  |
| "Expectations"                                            | 2016 | —                        | —                        | —                        | Não adicionado à nenhum álbum |
| "High"                                                    | 2017 | 3                        | 18                       | 8                        | Don't You Worry, Honey        |
| "Altar"                                                   | 2017 | —                        | —                        | —                        | Don't You Worry, Honey        |
| "Astronaut"                                               | 2017 | —                        | —                        | —                        | Don't You Worry, Honey        |
| "&Run"                                                    | 2017 | 3                        | 17                       | 27                       | Don't You Worry, Honey        |
| "All Your Love"                                           | 2020 | —                        | —                        | —                        | A ser definido                |
| "—" denota canções que não entraram nas paradas musicais. |      |                          |                          |                          |                               |